# Scania Torped
Scania Torped är en konceptbil skapad och designad av studenten Louise Temin för Scania, som ett sätt att visa deras V8-motor som går på miljödiesel.
Bilen är en tvåsitsig cabriolet med inspiration från Dodge Viper. Sedan 2006 finns endast designskisser och en maquette. Enligt Scanias designdirektör Kristofer Hansén är chanserna för produktion små.